# Premio Kleist

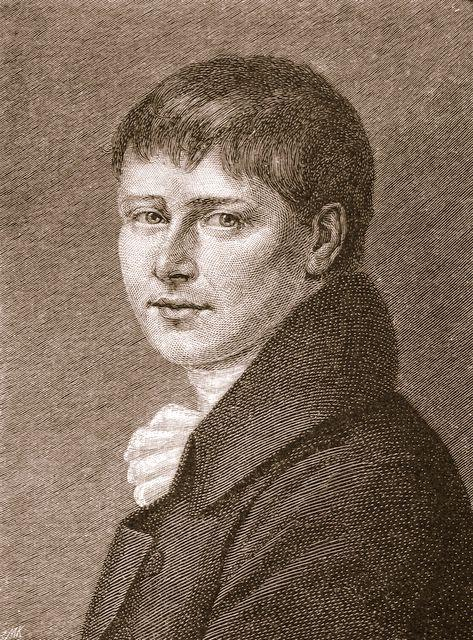
Heinrich von Kleist.

El Premio Kleist es un premio literario anual alemán de 20.000 euros que comenzó conmemorando la muerte de Heinrich von Kleist en 1912, desapareció en 1933 y reapareció en 1985, siendo bienal de 1994 a 2000.

## Ganadores del Kleist
2012: Navid Kermani

2011: Sibylle Lewitscharoff

2010: Ferdinand von Schirach

2009: Arnold Stadler 

2008: Max Goldt

2007: Wilhelm Genazino

2006: Daniel Kehlmann 

2005: Gert Jonke 

2004: Emine Sevgi Özdamar

2003: Albert Ostermaier

2002: Martin Mosebach

2001: Judith Hermann

2000: Barbara Honigmann

1998: Dirk von Petersdorff

1996: Hans Joachim Schädlich

1994: Herta Müller

1993: Ernst Jandl

1992: Monika Maron

1991: Gastón Salvatore

1990: Heiner Müller

1989: Ernst Augustin

1988: Ulrich Horstmann

1987: Thomas Brasch

1986: Diana Kempff

1985: Alexander Kluge
1932: Richard Billinger y Else Lasker-Schüler

1931: Ödön von Horváth y Erik Reger

1930: Reinhard Goering

1929: Alfred Brust y Eduard Reinacher

1928: Anna Seghers

1927: Gerhard Menzel y Hans Meisel

1926: Alexander Lernet-Holenia y Alfred Neumann; (Rahel Sanzara, rechazó el premio)

1925: Carl Zuckmayer

1924: Ernst Barlach

1923: Wilhelm Lehmann y Robert Musil

1922: Bertolt Brecht

1921: Paul Gurk

1920: Hans Henny Jahnn

1919: Anton Dietzenschmidt y Kurt Heynicke

1918: Leonhard Frank y Paul Zech

1917: Walter Hasenclever

1916: Agnes Miegel y Heinrich Lersch

1915: Robert Michel y Arnold Zweig

1914: Fritz von Unruh y Hermann Essig

1913: Hermann Essig y Oskar Loerke

1912: Hermann Burte y Reinhard Sorge
- Datos: Q561103